# 厚生労働技官
厚生労働技官（こうせいろうどうぎかん、technical official, Ministry of Health, Labour and Welfare）とは、厚生労働省の技官の官名。同省で働く一般職で常勤の国家公務員のうち、技術職員に与えられる官職名である。
これに対して、厚生労働省において事務職に携わる者は厚生労働事務官、厚生労働省の学校で教育を行う者は厚生労働教官と呼ばれる。事務職でも医師免許若しくは歯科医師免許を持つ「医系技官」は「厚生労働技官」であり、事務官とは呼ばれない。
事務職として働く厚生労働技官は、人事院による国家公務員採用I種試験の試験区分「理工」「農学」の合格者から採用されるほかに、医系技官、薬系技官、獣医系技官、看護系技官は、別途、求人される制度がある。
また、厚生労働省の定員職員のうち、国立感染症研究所の研究員、国立ハンセン病療養所、国立障害者リハビリテーションセンターの医師、歯科医師、看護師、コ・メディカルや、電話交換手、自動車運転手などの現業職員は厚生労働技官である。
都道府県労働局の労働基準監督署内では、労働基準監督官のみが署長となることとされていて、厚生労働技官や厚生労働事務官は、次長になることはあっても署長になることはないが、職務の級が行政職（一）4級以上で政令による労働基準監督官の選考に受かると、政令労働基準監督官として署長や次長になることができる。
また、職務の級が行政職（一）3級以上だと中央又は地方の産業安全専門官、労働衛生専門官になることがある。稀に「安衛Gメン」という呼称も使用される。労務管理上の問題から、現在、厚生労働技官の新規採用は取りやめられている。
現在、厚生労働省医務技監・医政局長・健康局長・大臣官房危機管理・医務技術総括審議官や、地方厚生局長の一部などは、医系技官のポストとされている。また、防衛省（大臣官房衛生監）、環境省（大臣官房環境保健部長）等で幹部ポストを有している。県の衛生主管部長等のポストも、医系技官の出向ポストとなっている場合があり、本省室長・企画官級に昇進する前に県の衛生主管部長に、課長補佐級の間に県の衛生主管課長に出向することが多く、事務官キャリアと比べ、地方出向への機会が多いのが特徴となっている。